# Demonoid
Pour le tracker BitTorrent, voir Demonoid (site web).
Demonoid est un groupe suédois de metal extrême, originaire de Stockholm. Le groupe est formé par les membres de Therion. Le style musical du groupe est un mélange de death metal, de black metal et de thrash metal. Le but du groupe est d'exprimer le côté de death des membres, ce style de compositions n'étant plus d'actualité pour Therion. Le groupe ne compte qu'un seul album studio en date, intitulé Riders of the Apocalypse.

## Biographie
Le groupe est formé en 2000 par Kristian Niemann, et est plus tard rejoint par les trois membres de Therion, Christofer Johnsson (chant), Brüdern Kristian (guitare) et Johan Niemann (basse), puis de Rickard Evensand de Soilwork. Ils signent au label Nuclear Blast en juillet 2004, et publient leur premier album intitulé Riders of the Apocalypse. L'album est enregistré entre décembre 2002 et février 2003. En mars 2006, Christofer Johnsson quitte le groupe. Il est remplacé par Masse Broberg Broberg, qui est à son tour remplacé par Mario Santos Ramos en 2011.

## Style musical
Eduardo Rivadavia de AllMusic décrit le style musical du groupe de death et thrash metal. Demonoid est influencé par les sonorités oldschool. MusicMight/rockdetector.com décrit le style du groupe comme un mélange de death, de black, et de thrash metal.

## Membres

### Membres actuels
- Johan Niemann - basse (depuis 2000)
- Richard Evensand - batterie (depuis 2000)
- Kristian Niemann - guitare (depuis 2000)
- Mario Santos Ramos - chant (depuis 2012)

### Anciens membres
- Christofer Johnsson - chant (2002-2006)
- Emperor Magus Caligula - chant (2007-2012)

## Discographie
- 2004 : Riders of the Apocalypse